# Loma del Capiro

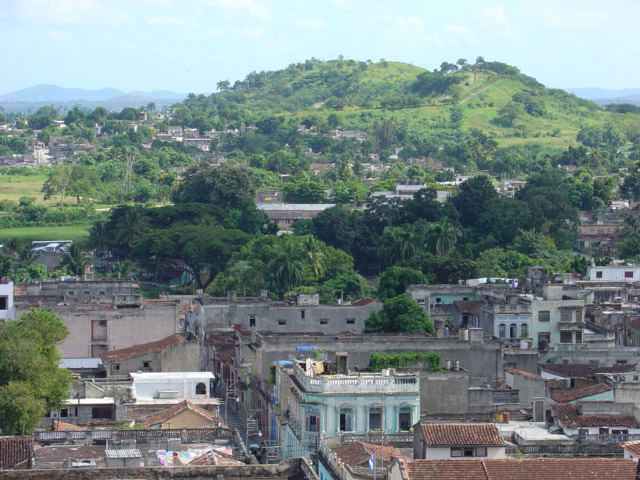
Loma del Capiro e i tetti di Santa Clara

Loma del Capiro è un gruppo di tre piccole cime situate nella città di Santa Clara, Cuba.
L'elevazione acquisì un significato storico locale e mondiale dopo che Che Guevara lo usò come nascondiglio e centro di comando per invadere la città in una battaglia conosciuta come Battaglia di Santa Clara durante la Rivoluzione cubana. Con un'altitudine di 176,6m, la vetta più piccola detiene il nome di Capiro e accanto ad essa, con 185,9 e 188,4 metri di altezza vi sono cime gemelle conosciute come Dos Hermanas (Due sorelle). Un monumento commemorativo della battaglia fu posto in cima alla vetta più piccola. Un belvedere si trova vicino ad esso, offrendo una vista della città.

## Storia

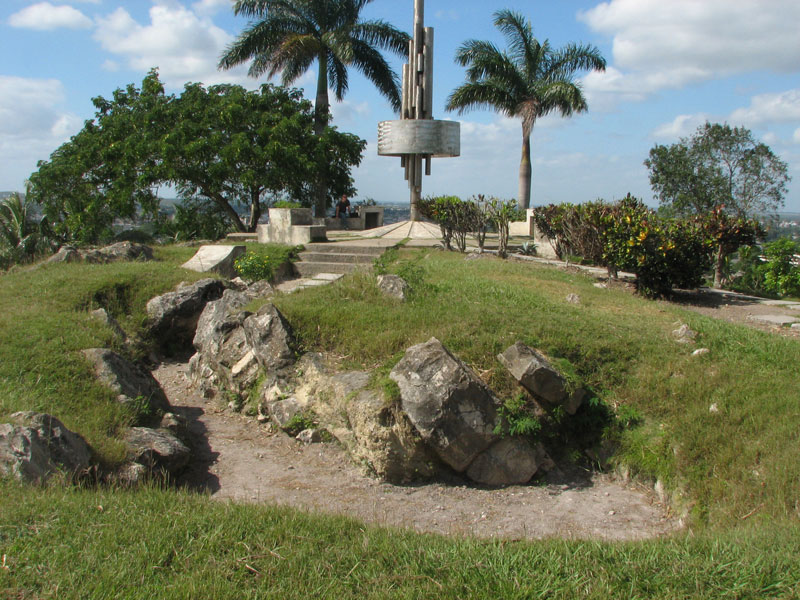
Cima della collina con il monumento di Dellara e le trincee utilizzate dai ribelli nella battaglia di Santa Clara

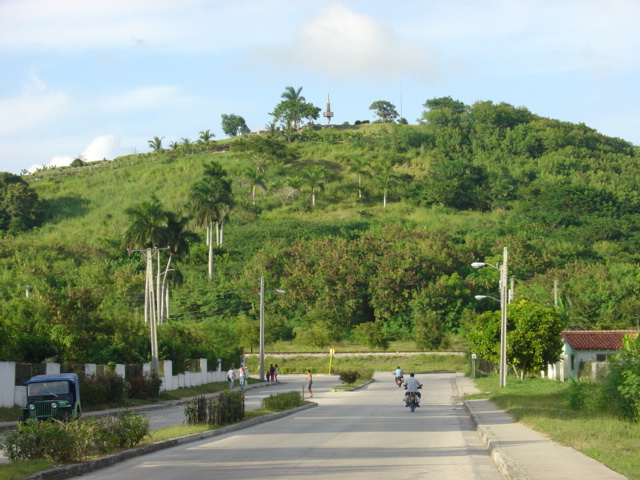
Collina di Capiro con il Monumento della Battaglia di Santa Clara di Che nella parte superiore

Con una posizione strategica che domina la città, la collina fu decisiva per i ribelli nella loro missione di abbattere il regime di Batista nel 1958. Vantando un aeroporto militare, la città di Santa Clara aveva diverse guarnigioni, numerose truppe, carri armati di mortaio e supporto aereo. Inizialmente, Che Guevara stimò che la conquista della città avrebbe richiesto circa due mesi di combattimenti. Un'azione chiave all'inizio della battaglia l'ha fatta accadere in pochi giorni. Che intercettò un treno corazzato pieno di armi che attraversavano le gonne della collina di Capiro. Il treno fu fatto deragliare e usando Molotov contro le sue pareti di metallo. I soldati all'interno non avevano alcuna possibilità contro il caldo e si arresero. Un museo e un monumento all'azione del treno corazzato si trova oggi vicino alla collina. Con tutto il nuovo armamento i ribelli iniziarono a guadagnare posizioni all'interno della città. Una volta che Santa Clara fu nelle mani della forza ribelle, Batista fuggì da Cuba all'Avana, per non tornare mai più. La Rivoluzione trionfò proprio quel giorno.

## Turismo
Dichiarato sito storico nazionale di Cuba nel 1990,   insieme al museo-monumento del Tren Blindado fu costruita una scala per raggiungere la cima della collina dove una scultura di metallo di Jose Delarra poggia su una base di marmo verde. Simboleggia la volontà di unificare la nazione cubana. Le trincee scavate dalle forze ribelli circondano il monumento. Il luogo funge da posto di avvistamento per la straordinaria bellezza della savana della valle di Santa Clara, interrotta qua e là da palme e terreni agricoli reali. La città si trova giù per la collina rivolta a sud-ovest. La gente del posto si riuniva di notte nel sito con chitarre per serenare gli amici. Nel 2002 "Trabajos Comunales" (Opere comunitarie), un'impresa governativa responsabile di tutti i lavori pubblici di ogni città, ha considerato la possibilità di trasformare le tre colline e le aree circostanti in un parco naturale e uno zoo della città; ma senza fondi per l'idea, dovevano invece continuare a migliorare lo zoo della piccola città.